# Pedro Laurentino
Pedro Laurentino is een gemeente in de Braziliaanse deelstaat Piauí. De gemeente telt 2.418 inwoners (schatting 2009).